# Patricia Dull
Patricia Nanette Berroya Dull (* 19. Oktober 1997 in Temple City, Los Angeles County, Kalifornien) ist eine philippinische A-Fußballnationalspielerin.
Dull spielt für den Los Angeles Premier FC aus Pasadena, sowie für die Rams, dem Athletic (Women Soccer) Team der Temple City High School.
Im März 2013 wurde Dull das erste Mal in die  Philippinische Fußballnationalmannschaft der Frauen berufen. Sie spielte ihr A-Länderspieldebüt im Rahmen der Südostasienspiele 2013 in Myanmar im September 2013 gegen die japanische U-23 Fußballnationalmannschaft.